# 구리하마역
구리하마역(일본어: 久里浜駅、くりはまえき 쿠리하마에키[*], 영어: Kurihama Station)은 일본 가나가와현 요코스카시에 있는 철도역이다. 역번호는 JO 01.

## 타는 곳
| 1・2 | ■ 요코스카 선 | 요코스카・가마쿠라・오후나・요코하마・시나가와・소부 쾌속선으로 직결 운행 도쿄・지바・사쿠라・나리타・나리타 공항 우치보 선・소토보 선 방면 |

## 역세권 정보
- 게이큐 구리하마 역(게이힌 급행 전철 구리하마 선, 정기권 사용시만 환승역으로 간주됨.)
- 국도 134호선
- 우라가 수도
- 육상자위대 구리하마 주둔지
- 동일본 철도 요코하마 트레이닝 센터[1]

## 역사
- 1944년 4월 1일: 영업 개시.[2]

## 승객 통계
| 연도 | 일일 평균 |
| ---- | --------- |
| 2005 | 6,901     |
| 2010 | 6,876     |
| 2015 | 6,767     |

## 사진

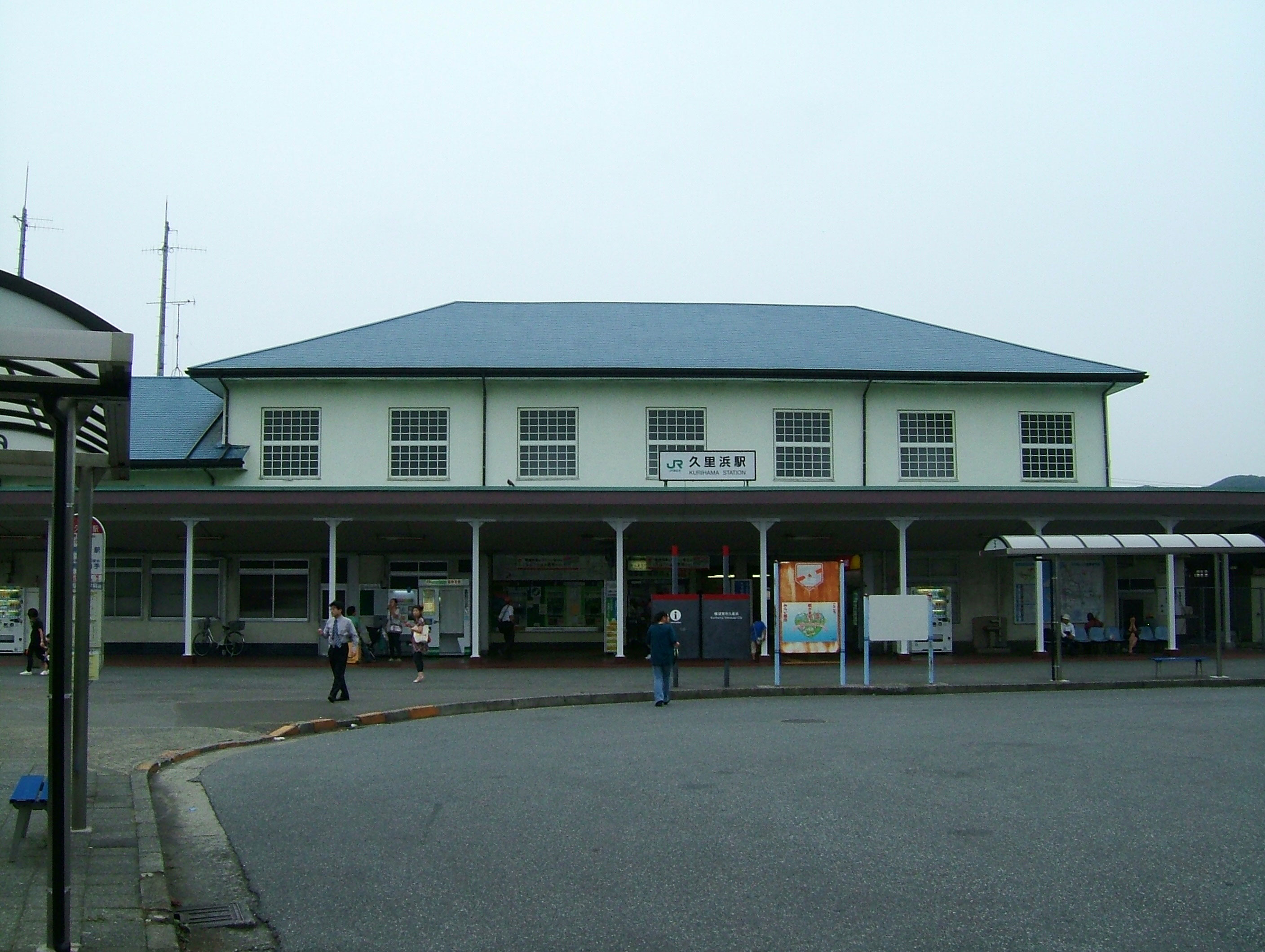
역사（2008년 9월）
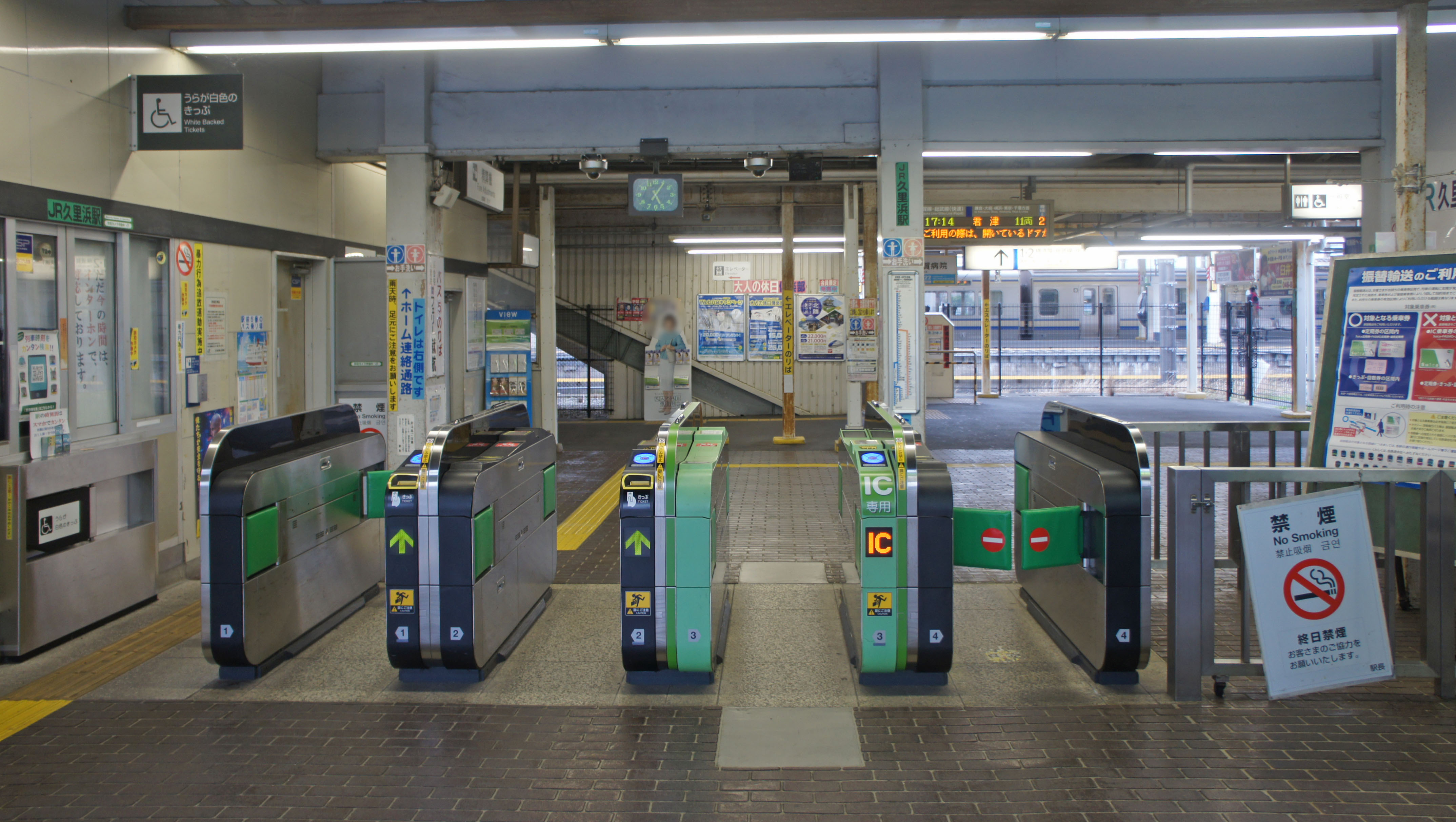
개찰구 (2019년 6월)

## 인접역
| 동일본 여객철도 요코스카 선 | 동일본 여객철도 요코스카 선 | 동일본 여객철도 요코스카 선 |
| --------------------------- | --------------------------- | --------------------------- |
| JO 02 기누가사 오후나 방면  | 쾌속                        | 시·종착역                   |